# Tromsø
Tromsø Norvégia nyolcadik legnagyobb városa, Troms megye székhelye. Itt található a világ legészakibb sörfőzdéje, botanikus kertje és planetáriuma; a város a világ legészakabbi püspökségének (katolikus egyházkormányzati egység, a Tromsøi területi prelatúra) is székhelye.

## Földrajz

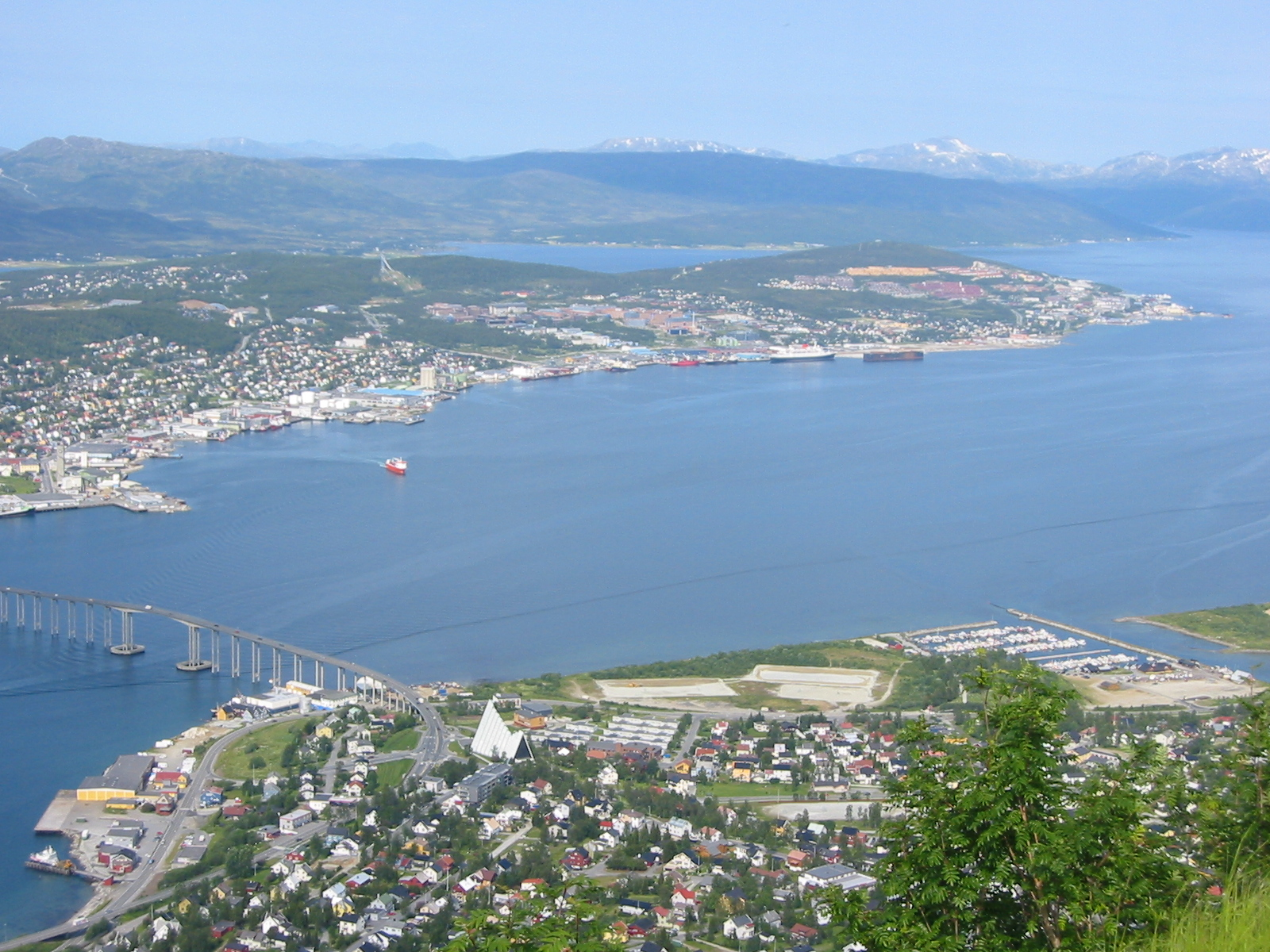
Tromsø látképe

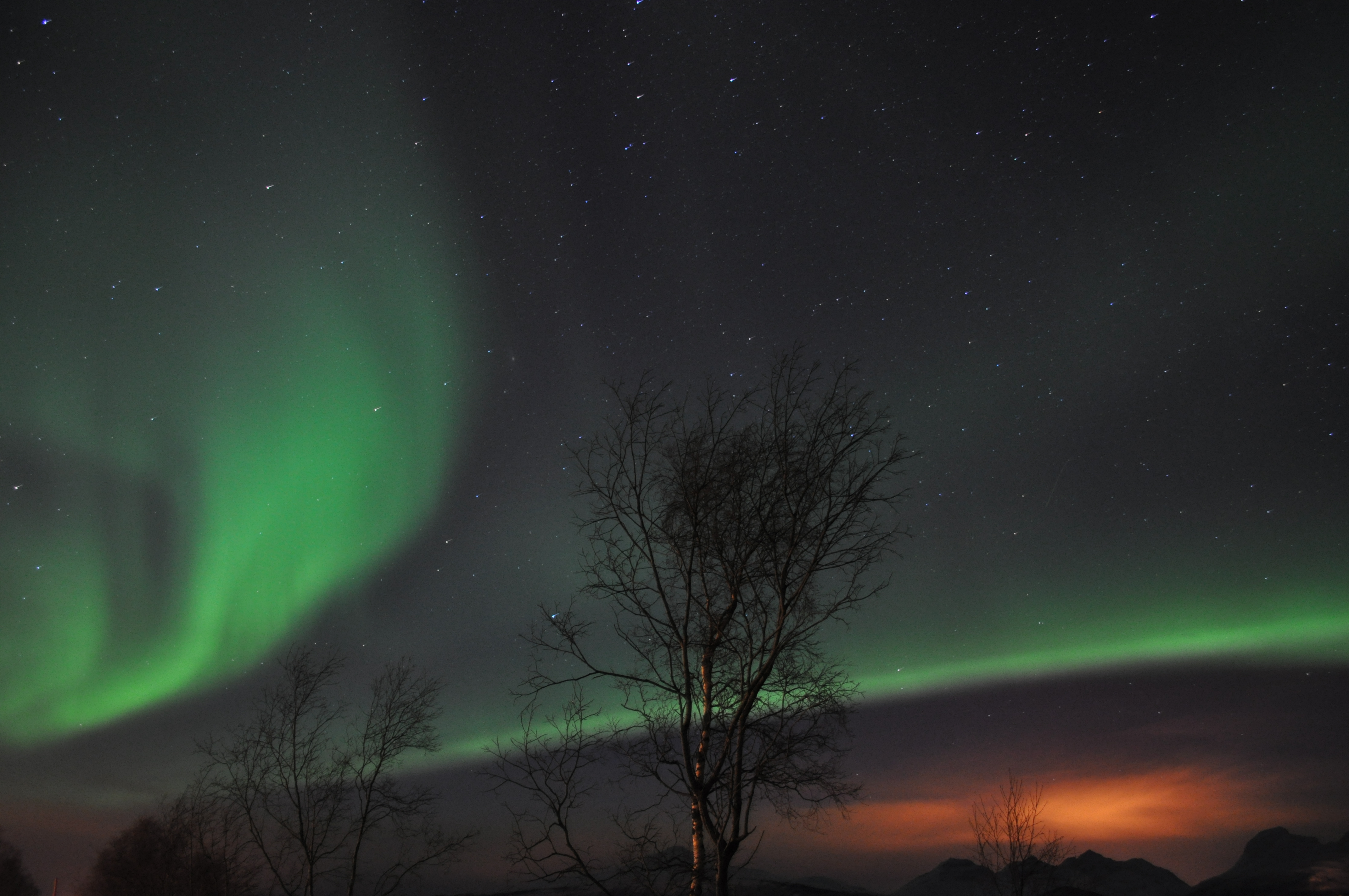
Sarki fény Tromsø közelében

A város központja a Tromsøya nevű szigeten található, az északi sarkkörön túl 400 km távolságra. Az elővárosi területeihez tartozik Tromsdalen (a szárazföldi területen, Tromsøya szigetétől keletre), Tromsøya sziget maradék része, és a nagy kiterjedésű Kvaløya sziget keleti része, ami Tromsøya szigetétől nyugatra található. A Tromsø-híd és egy négysávos alagút köti össze Tromsøya szigetét a szárazfölddel, a nyugati oldalon pedig a Sandnessund-híd teremt kapcsolatot Kvaløya szigetével.

### Éghajlat
A leghidegebb mért hőmérséklet -18.4 °C volt, a januári átlag csupán -4 °C. Ez az Észak-atlanti-áramlat melegítő hatásának köszönhető. A tenger közelsége csökkenti a hideget, Sommarøy, ami Kvaløya nyugati oldalán fekszik, januári középhőmérséklete -1.9 °C. A nyár viszont eléggé hűvös, a júliusi középhőmérséklet 12 °C.
Az éjféli nap május 18-tól július 26-ig van az északi horizont felett, bár nem beszélhetünk igazi sötétségről már április végétől augusztus közepéig. Ennek ellentéteként november 26. és január 15. közötti időszak, amely itt még nem a sarki éjszaka, mert bár a nap nem emelkedik a horizont fölé, délidőben nem sokkal marad alatta. Ez a 'hajnalkony' jelensége, azt jelenti, hogy a legrövidebb napokon a hajnal alkonyba csap át a nappal kiiktatásával, és késő tavasszal, ill. késő nyáron az alkony köszönti a hajnalt az éjszaka rovására (a leghosszabb napokon nincs sem hajnal, sem alkony). Kora ősszel Tromsø a sarki fények zónájának középpontjában található.
| Hónap                                                        | Jan.  | Feb.  | Már.  | Ápr.  | Máj. | Jún. | Júl. | Aug. | Szep. | Okt. | Nov.  | Dec.  | Év    |
| ------------------------------------------------------------ | ----- | ----- | ----- | ----- | ---- | ---- | ---- | ---- | ----- | ---- | ----- | ----- | ----- |
| Rekord max. hőmérséklet (°C)                                 | 8,4   | 8,2   | 9,1   | 15,6  | 26,6 | 29,5 | 30,2 | 27,4 | 22,4  | 17,2 | 12,3  | 9,7   | 30,2  |
| Átlagos max. hőmérséklet (°C)                                | −2,2  | −2,1  | −0,4  | 2,7   | 7,5  | 12,5 | 15,3 | 13,9 | 9,3   | 4,7  | 0,7   | −1,3  | 5,1   |
| Átlaghőmérséklet (°C)                                        | −4,4  | −4,2  | −2,7  | 0,3   | 4,8  | 9,1  | 11,8 | 10,8 | 6,7   | 2,7  | −1,1  | −3,3  | 2,6   |
| Átlagos min. hőmérséklet (°C)                                | −6,5  | −6,5  | −5,1  | −2,3  | 2,0  | 6,1  | 8,7  | 7,8  | 4,5   | 0,7  | −3,0  | −5,4  | 0,1   |
| Rekord min. hőmérséklet (°C)                                 | −18,3 | −18,4 | −17,0 | −14,7 | −6,5 | −2,5 | 0,7  | 1,1  | −4,3  | −9,6 | −12,5 | −16,8 | −18,4 |
| Átl. csapadékmennyiség (mm)                                  | 95    | 87    | 72    | 64    | 48   | 59   | 77   | 82   | 102   | 131  | 108   | 106   | 1031  |
| Havi napsütéses órák száma                                   | 3     | 32    | 112   | 160   | 218  | 221  | 205  | 167  | 92    | 49   | 6     | 0     | 1265  |
| Forrás: eKlima, The Weather Network, Meteorologisk institutt |       |       |       |       |      |      |      |      |       |      |       |       |       |

## Történelem

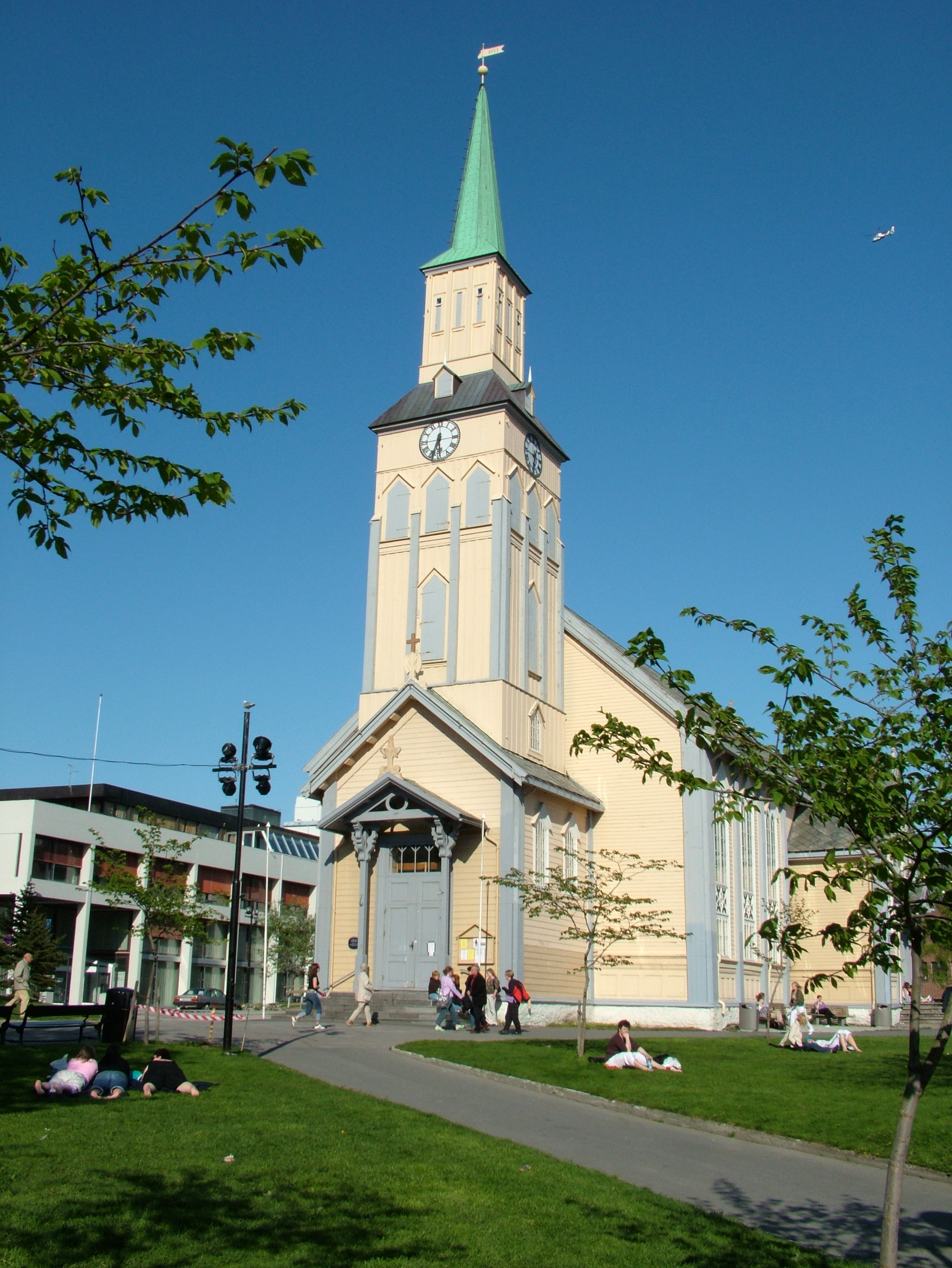
A Tromsøi katedrális

Tromsø környéke az utolsó jégkor óta lakott terület. A vaskorban a külső tengerparton már mind a norvégok, mind a számik (lappok) megtelepedtek. A község szárazföldi területein csak számik laktak.
Az első temploma 1252-ben épült, és akkor ez volt a világ legészakibb temploma. Ekkoriban épültek a város földbástyái, melyek a karéliai és orosz portyázóktól védtek.
Tromsø városi oklevelét 1794-ben adták ki, bár ekkoriban mindössze 80 lakosa lehetett. A 19. század folyamán megnőtt a város jelentősége, püspöki székhely lett, megalakult a tanárképző főiskola, a hajógyár és a sörfőzde is.
A sarkvidéki vadászat növekedésével 1850-re Tromsø vált ennek központjává, elvéve Hammerfest korábbi szerepét. A város élénk kereskedelmet folytatott Arhangelszktől Bordeaux-ig. A 19. század végére Tromsø lett a sarkvidéki kereskedelem legnagyobb központja, és számos sarkvidéki felfedezőút is innen indult.
A II. világháború alatt rövid ideig a norvég kormány székhelyéül szolgált. A város a háborút sérülés nélkül megúszta, bár a Tirpitz német csatahajó Tromsøy szigeténél süllyedt el 1944. november 12-én, ahol közel 1000 német tengerész vesztette életét. A háború végén a városba több száz menekült érkezett Finnmark megyéből, amit a németek a Vörös Hadsereg offenzívájától való félelmükben kitelepítettek és leromboltak.
A világháború után a város gyors növekedésnek indult, 1964-ben megnyílt a repülőtér, majd a Tromsøi Egyetem is. A népesség gyarapodása igen nagyarányú volt, némelyik évben az 1000 főt is meghaladta.

## Turizmus
Itt található a legnagyobb hagyományos faházegyüttes Trondheimtől északra. A Tromsøi katedrális  az egyetlen fából épült Norvégiában, 1861-ben épült.
Tromsø híres az éjszakai életéről, egyszerre 20 000 embernek nyújt lehetőséget, ami a város teljes népességének a harmadát jelenti.

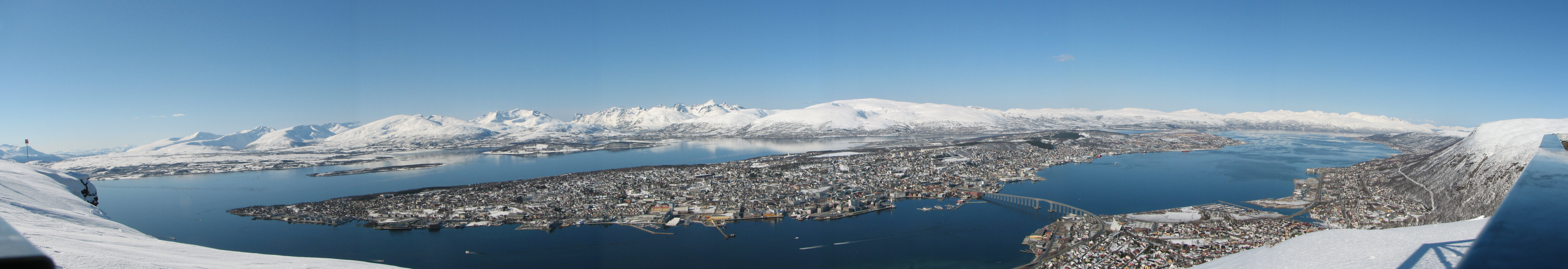
Téli panoráma Tromsøről

## Testvérvárosok
| - – Kemi (Finnország, 1940 óta) - – Luleå (Svédország, 1950) - – Anchorage (USA, 1969) - – Zágráb (Horvátország, 1971) - – Murmanszk (Oroszország, 1972) - – Quetzaltenango (Guatemala, 1999) - – Gáza (Palesztina, 2001) - – Arhangelszk (Oroszország, 2011) |